# Ulophysema pourtalesiae
Ulophysema pourtalesiae is een kreeftachtigensoort uit de familie van de Dendrogastridae. De wetenschappelijke naam van de soort is voor het eerst geldig gepubliceerd in 1937 door Brattström.